# Djebel Boukornine
Il Djebel Boukornine o Djebel Bou Kornine (in arabo جبل بوقرنين) è un'alta montagna costiera culminante a 576 m situata a sud-est della capitale tunisina Tunisi vicino al golfo di Tunisi. Appartiene alla dorsale tunisina e consiste essenzialmente in due cime distinte, delle quali la più piccola culmina a 493 m.

## Etimologia

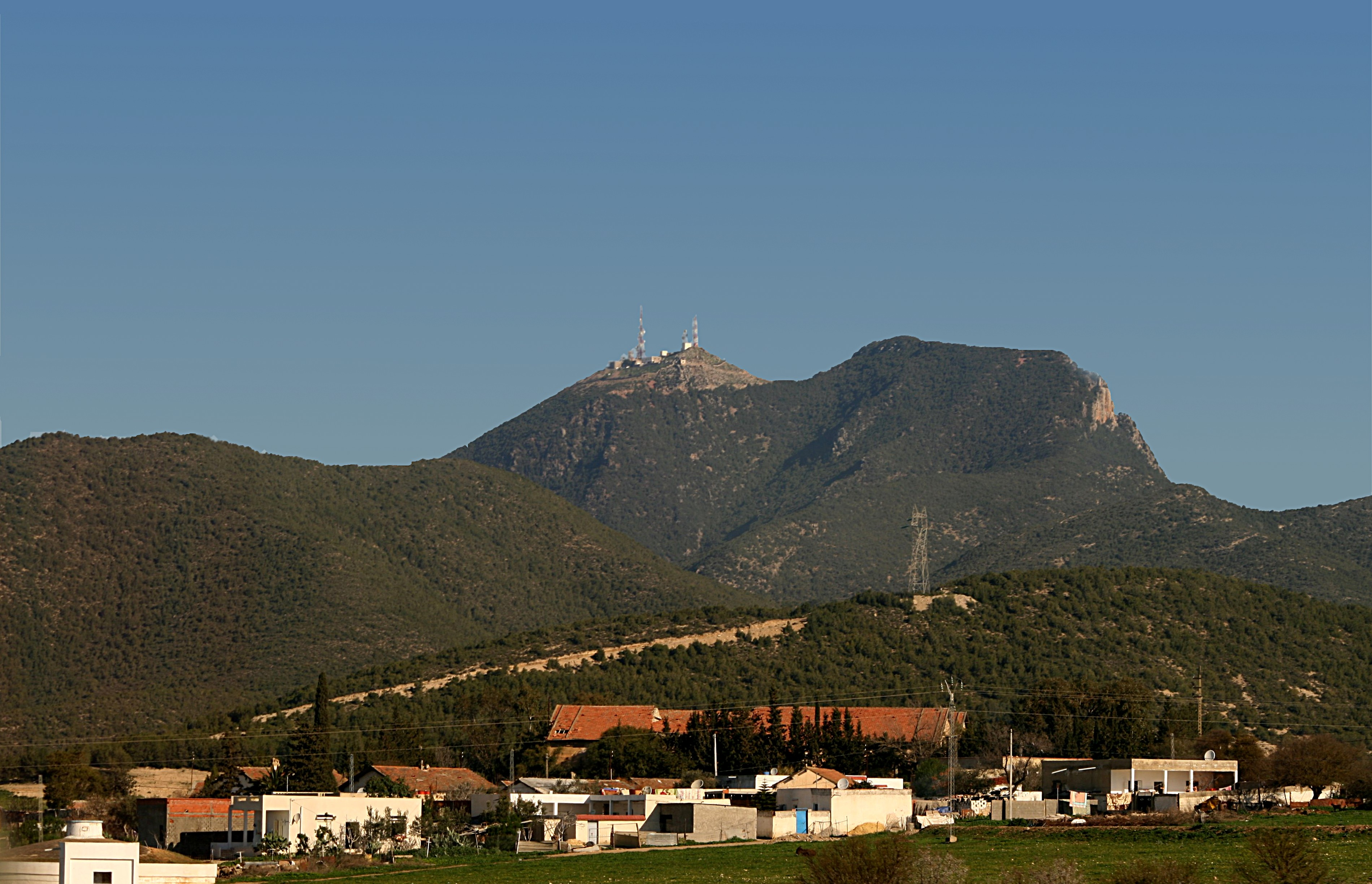
Veduta del monte.

Il toponimo deriva probabilmente dal fenicio Ba'al Kornine, che significa il «signore con le due corna». In epoca romana era noto come Balcaranensis.

## Ascensione
Le due cime del monte sono facilmente raggiungibili; sulla sommità si trovano due stazioni meteo e radio.

## Flora e fauna
Quasi 2000 ettari dell'area del Djebel Boukornine sono stati dichiarati riserva naturale. Gli alberi predominanti sono i pini d'Aleppo e le tuie. Uccelli rapaci e volpi si aggirano nella foresta alla ricerca di piccoli mammiferi, dove vivono anche cinghiali e istrici. Nel 2011 e nel 2014 alcune parti della foresta sono state devastate dagli incendi.